# NGC 3267
NGC 3267是一个位于唧筒座的透鏡狀星系，属于唧筒座星系团，距离地球40.7百萬秒差距（132.7 × 106光年），1835年4月18日由約翰·赫歇爾发现。